# Upper Heyford (Northamptonshire)
Upper Heyford – wieś i civil parish w Anglii, w hrabstwie Northamptonshire, w dystrykcie (unitary authority) West Northamptonshire. Leży 10 km na zachód od miasta Northampton i 102 km na północny zachód od Londynu. W 2001 roku civil parish liczyła 77 mieszkańców. Upper Heyford jest wspomniana w Domesday Book (1086) jako Haiford.